# سید عطاءالله اخلاقی
عطا الله اخلاقی سیاست‌مدار ایرانی بود، که در دوره بیست و دوم مجلس شورای ملی بعنوان نماینده دزفول از استان خوزستان در مجلس شورای ملی حضور داشت.